# Pedra Branca (Ceará)
Pour les articles homonymes, voir Pedra Branca.
Pedra Branca est une municipalité brésilienne de l’État du Ceará. En 2010, elle compte 41 942 habitants.

## Source
- (pt) Cet article est partiellement ou en totalité issu de l’article de Wikipédia en portugais intitulé « Pedra Branca (Ceará) » (voir la liste des auteurs).